# 布雷斯劳围城战
布雷斯劳围城战,又名布雷斯劳战役（德语：Schlacht um Breslau），是一场长达三个月的围城战，在德国下西里西亚的布雷斯劳 （今波兰弗罗茨瓦夫）展开，持续到第二次世界大戰歐洲戰場的結束。从1945年2月13日到5月6日，布雷斯劳的德国军队被包围该城的苏联军队包围，作为下西里西亚攻势的一部分。德国驻军于5月6日投降，两天后德国军队全部投降。